# Karl Prill

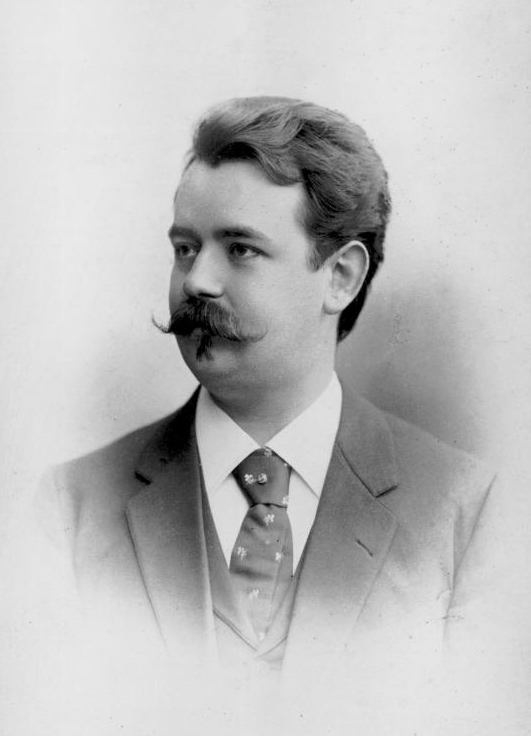
Karl Prill (1892)

Karl Prill (* 22. Oktober 1864 in Berlin; † 18. August 1931 in Klosterneuburg) war ein deutscher Violinist. Er ist der Bruder des Violoncellisten Paul Prill und des Flötisten Emil Prill.
Prill erhielt ersten Geigenunterricht von seinem Vater, dem Geiger und Militärkapellmeisters Carl Prill (1838–76). Später
studierte er Violine bei Joseph Joachim in Berlin. Von 1882 bis 1885 spielte er Geige in verschiedenen Berliner Orchestern. Von 1883 bis 1885 war er Konzertmeister in Benjamin Bilses Orchester in Berlin. Zu dieser Zeit unternahm er bereits Konzertreisen in Deutschland, Russland, Schweden und Dänemark. Von 1895 bis 1891 war er Konzertmeister in Magdeburg und von 1891 bis 1897 Erster Konzertmeister im Leipziger Gewandhausorchester. 1897, nach seiner ersten Verpflichtung bei den Bayreuther Festspielen, wurde er von Gustav Mahler als Konzertmeister für die Hofoper und die Philharmonie in Wien gewonnen. Zudem fungierte er als Violinprofessor am Konservatorium der Gesellschaft der Musikfreunde in Wien, der späteren Wiener Musikakademie. Zusammen mit dem Cellisten Joseph Sulzer gründete er das Prill-Quartett, mit dem er zahlreiche Konzertreisen durch Europa unternahm.